# Harford Jones-Brydges
Harford Jones-Brydges, 1er baronnet, (12 janvier 1764 - 17 mars 1847), né Harford Jones, est un diplomate et auteur britannique.

## Biographie

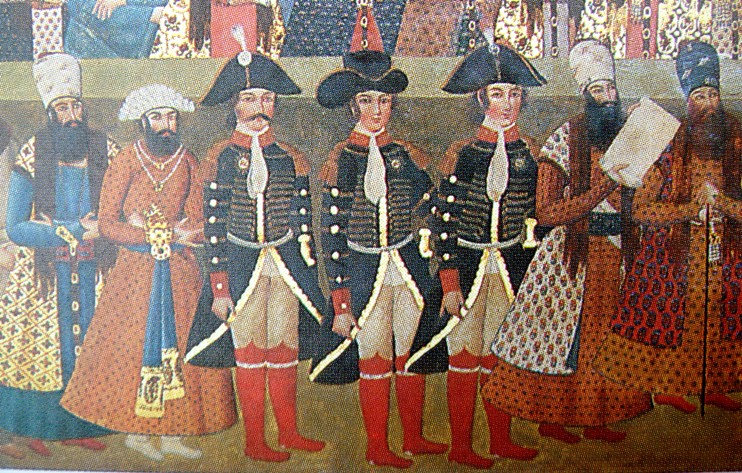
La délégation britannique à la Cour de Fath Ali Shah en 1808 : John Malcolm, Harford Jones et Gore Ouseley.

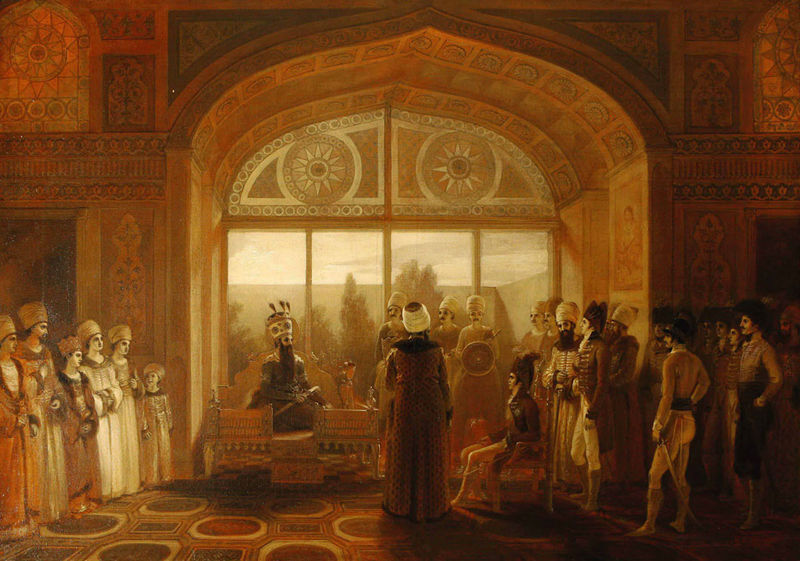
Jones-Brydges (assis à droite) dans la cour de Fath-Ali Shah Qajar. Par Robert Smirke

Il est le fils de Harford Jones de Presteign.  
Très jeune, il entre au service de la Compagnie des Indes orientales et, après avoir acquis une grande maîtrise des langues orientales, il est nommé premier résident et consul de la Compagnie à Bagdad.  
En 1798, craignant que l'expédition de Napoléon en Égypte ne constitue une menace pour les intérêts britanniques en Inde, les directeurs de la Compagnie acceptèrent la suggestion d'établir un comptoir à Bagdad. Ceci devait permettre un accès direct au gouverneur de province de cette ville, plutôt que de passer par un agent de la Compagnie résidant à Bassora.  Cette action ne donnant pas les effects escomptés, il a quitté Bagdad en 1806. 
Par la suite, il est nommé envoyé extraordinaire et ministre plénipotentiaire à la cour de Perse, où il reste quatre ans, de 1807 à 1811. Le 9 octobre 1807, il est nommé baronnet. À son retour de Perse, il  démissionne. 
Il décède dans sa résidence de Boultibrook, Presteigne, le 17 mars 1847